# Olga Sanfirowa
Olga Aleksandrowna Sanfirowa (ros. Ольга Александровна Санфирова, ur. 19 kwietnia?/2 maja 1917 w Samarze, zm. 13 grudnia 1944 w Domosławiu) – radziecka pilotka wojskowa, Bohater Związku Radzieckiego (1945).

## Życiorys
Urodziła się w tatarskiej rodzinie robotniczej. W połowie lat 30. wraz z rodziną wyjechała do Nowego Urgencza w Uzbeckiej SRR, gdzie skończyła 9 klas, później pracowała w fabryce i jednocześnie uczyła się w aeroklubie w Kołomnie. W 1940 została lotnikiem-instruktorem 78 szkolnej eskadry Północno-Zachodniego Zarządu Lotnictwa Cywilnego w Tatarsku, od grudnia 1941 służyła w Armii Czerwonej, od 1942 należała do WKP(b), ukończyła wojskową szkołę pilotów w Batajsku. Od maja 1942 walczyła na froncie w składzie 588 pułku/46 gwardyjskiego pułku nocnych bombowców 325 Nocnej Bombowej Dywizji Lotniczej 4 Armii Powietrznej jako pilotka, potem dowódca klucza, zastępca dowódcy i dowódca eskadry, brała udział w obronie Kaukazu, operacji noworosyjsko-tamańskiej, kerczeńsko-eltigeńskiej, krymskiej i białoruskiej (2 Front Białoruski), wykonała 630 nocnych lotów bojowych mających na celu zniszczenie siły żywej i uzbrojenia wroga, miała nalot bojowy 875 godzin, zrzuciła na przeciwnika 77 ton bomb lotniczych. Zginęła podczas wykonywania zadania bojowego wskutek zestrzelania jej samolotu nad Domosławiem k. Pułtuska. Została pochowana w zbiorowej mogile żołnierskiej w Grodnie. Jej imieniem nazwano ulice w Samarze (gdzie postawiono jej pomnik) i w Grodnie.

## Odznaczenia
- Złota Gwiazda Bohatera Związku Radzieckiego (pośmiertnie, 23 lutego 1945)
- Order Lenina (pośmiertnie, 23 lutego 1945)
- Order Czerwonego Sztandaru (1943)
- Order Aleksandra Newskiego (1944)
- Order Wojny Ojczyźnianej I klasy (1943)

I medale.